# Grotta dello Scoglietto
La grotta dello Scoglietto si colloca lungo il versante occidentale del promontorio dello Scoglietto, sui monti dell'Uccellina, all'interno del Parco Regionale della Maremma. Individuata da Luigi Cardini negli anni '30 dello scorso secolo, è stata oggetto di scavi sin dal 1948.
Recentemente, nel 2005, la grotta è stata nuovamente indagata al fine di chiarire la sua sequenza insediativa.
Presenta una planimetria per lo più rettangolare, disposta in salita e con un corridoio che unisce la camera principale alla successiva sempre a pianta rettangolare anche se di dimensioni notevolmente inferiori.
Nel complesso la grotta si estende per oltre 40 m ed è ricavata all'interno del massiccio dello Scoglietto. Utilizzata sin dall'Età del bronzo presenta fasi di occupazione in epoca romana e tardoantica, sino a giungere al suo definitivo abbandono nel corso dell'avanzato VI secolo d.C.

## Le prime indagini
La grotta dello Scoglietto fu inizialmente descritta da Luigi Cardini e A. Sestini nel corso della loro visita alla cavità naturale il 21 e il 22 novembre del 1933. Queste le parole usate dai due archeologi: «La grotta trovasi nella parte più interna di un piccolo seno ed ha un'apertura rettangolare molto ampia sia in larghezza che in altezza. La cavità si addentra nel calcare retico per circa 40 metri. La parte anteriore è ampia, aperta e bene illuminata; la parte posteriore, per circa 15 metri di lunghezza, va restringendosi a forma triangolare. Il suolo della grotta, che sale fortemente verso l'interno, è tutto costituito da materiali di riempimento del tutto sciolti nella parte superficiale. Un ripido pendio porta all'ingresso della grotta all'altezza di circa 8 metri, dopo di che il suolo si appiana per tornare nuovamente a salire nella parte terminale della grotta.»
Il primo scavo sistematico, a seguito di piccoli sondaggi esplorativi del deposito archeologico, avvenne nel 1948 sotto la direzione di Cardini e Rittatore e portò alla descrizione della sequenza con queste parole:
a- cm. 20 di stallatico, strame e resti di focolari recenti con cocci invetriati attuali;
b - cm. 40 di terriccio bruno, sciolto, con lenti di ceneri e focolari potenti e ceramiche romane ed etrusco-romane, frequenti specialmente nella parte media della formazione;
c- cm. 70 di terriccio sciolto, bruno, con abbondanti prodotti di alterazione organica, ricco di ossa di animali domestici e di ceramiche francamente preistoriche nella parte superiore, fortemente annerito da carboni nella parte inferiore dove sono abbondantissime le ossa umane caoticamente mescolate, spesso spezzate, in gran parte semicombuste;
d- cm. 20 di pietrisco fine e sabbia calcarea manifestamente derivata dal disfacimento delle pareti della caverna, sterile di fauna e di industrie;
e- sabbia grigia sciolta, in prevalenza quarzosa (della duna), sterile nella parte saggiata di cm. 30